# Morgan Cox
(en) Statistiques sur pro-football-reference
Morgan Cox, né le 26 avril 1986 à Collierville dans l'État du Tennessee, est un sportif professionnel américain de football américain jouant au poste de long snapper  dans la National Football League (NFL) depuis la saison 2010 et pour la franchise des Titans du Tennessee depuis 2021.

## Biographie
Cox pratique le football américain au lycée en jouant au poste de long snapper dans la région de Memphis. Il intègre en 2007, en tant que joueur walk-on (joueur n'ayant pas obtenu de bourse sportive de son université), l'équipe des Volunteers représentants l'université du Tennessee au sein de la  NCAA Division I FBS. L'année suivante, ses performances lui permettent d'y obtenir une bourse d'études, .
Non sélectionné lors de la draft 2010 de la NFL, il est néanmoins engagé par les Ravens de Baltimore.  En compagnie de Justin Tucker et de Sam Koch, il forme le Wolfpack, trio des unités spéciales considéré comme l'un des meilleurs de la Ligue,.

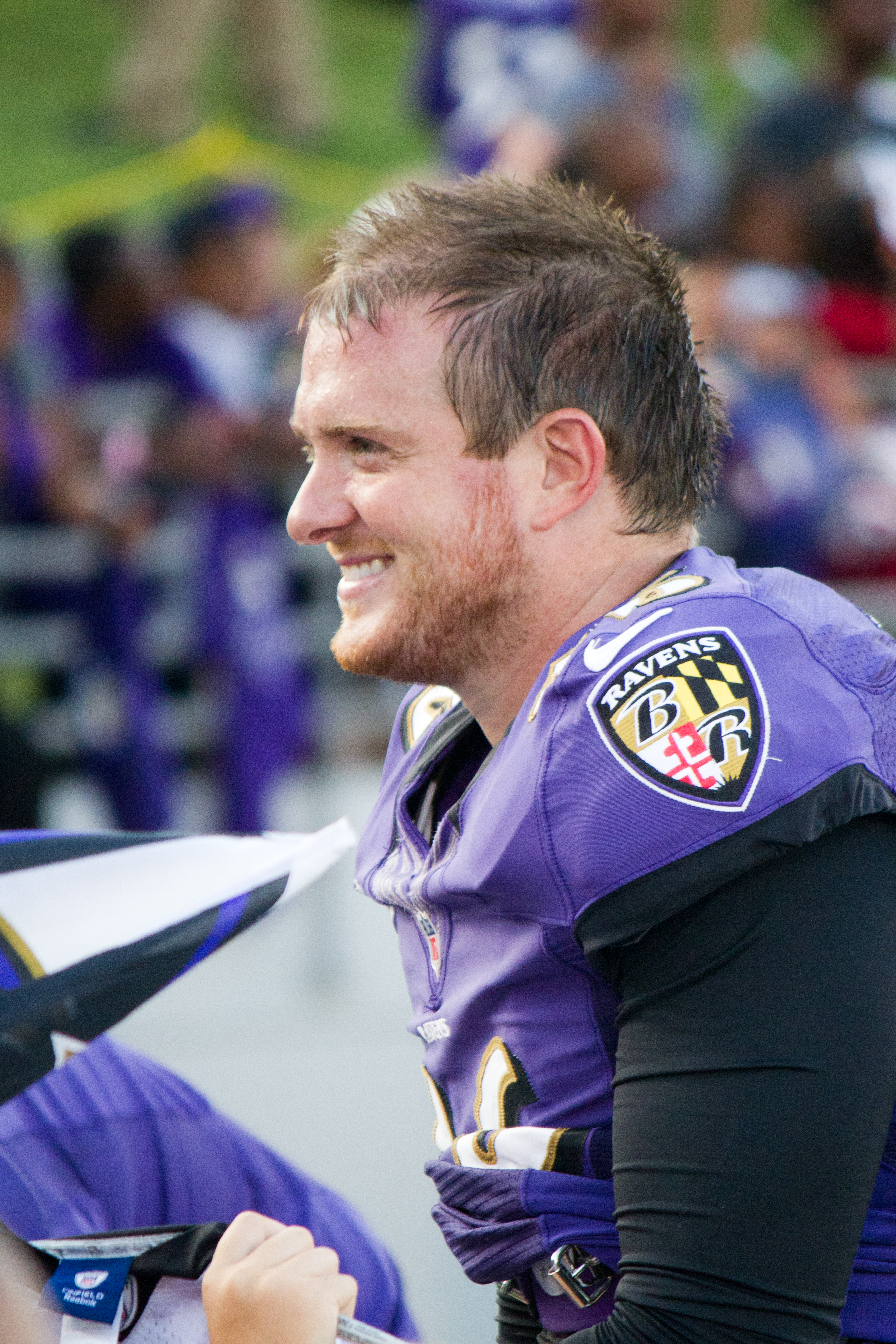
Fox avec les Ravens en 2012.

Cox reste onze saisons à Baltimore avec qui il remporte le Super Bowl XLVII au terme de la saison 2012. Il obtient quatre sélections au Pro Bowl ainsi que dans la première équipe All-Pro 2020 en tant que long snapper.
Le 25 janvier 2021, les Ravens libèrent Cox qui sera remplacé par Nick Moore.
Le 18 mars 2021, Cox signe un contrat d'un an avec les Titans du Tennessee où il remplace Matt Overton. Il y retrouve le punter Brett Kern avec qui il avait joué au Pro Bowl. Le 10 mars 2022, Cox signe une prolongation de contrat d'un an avec les Titans. Il est sélectionné pour le Pro Bowl 2023.
Le 10 mars 2023, Cox signe une nouvelle prolongation de contrat d'un an ainsi qu'en date du 7 mars 2024,. Il participe aux 17 matchs de la saison 2023. Il est désigné capitaine d'équipe en 2024, participe aux 17 matchs de la saison au cours de laquelle il  effectue trois plaquages en couverture de punt, son record en carrière,.

## Vie privée
Le 7 mars 2013 a été proclamé « Morgan Cox Day » à Collierville, ville natale de Cox. Sa femme, Lauren Cox, est actrice, écrivaine et productrice.